# C-1 Trader
C-1 Trader (укр. «Тре́йдер»; у попередній системі позначень Флоту — TF) — американський палубний транспортний літак (літак логістики).
Є модифікацією протичовнового літака S-2 Tracker. У 1988 році знятий з озброєння і замінений літаком C-2 Greyhound.

## Галерея

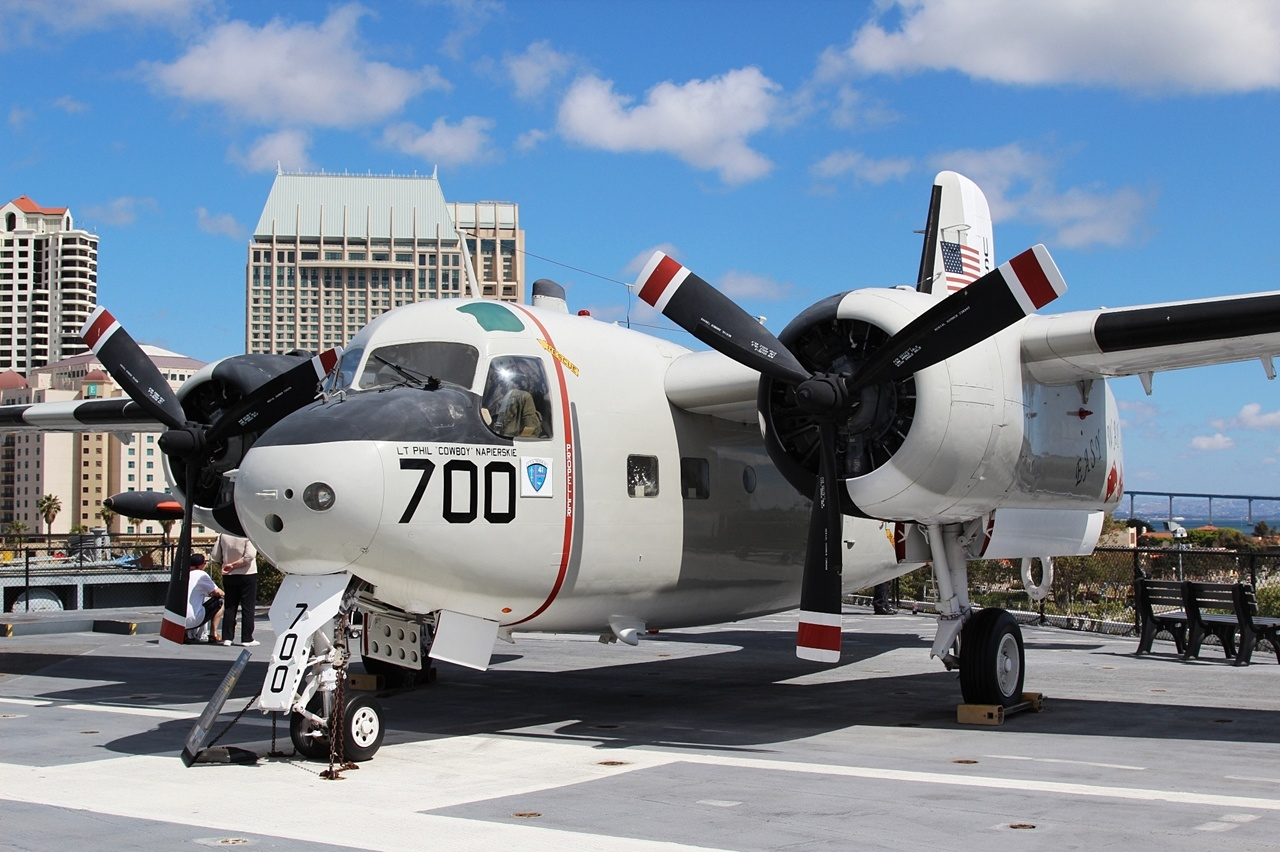
в музеї в Сан-Дієго в Каліфорнії
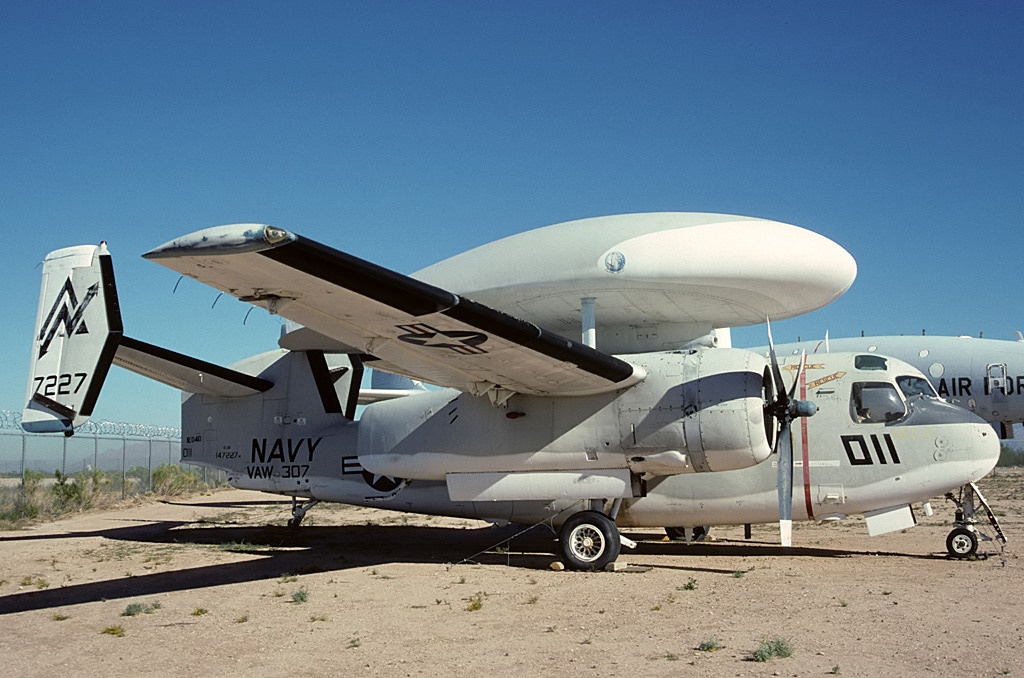
E-1 Tracer, літак дальнього радіолокаційного виявлення, що походить від C-1.